# Église médiévale d'Hollola
L’église médiévale d'Hollola (finnois : Hollolan keskiaikainen kivikirkko), à l'époque catholique église Sainte-Marie (finnois : Pyhän Marian kirkko) est une église en pierres située à Hollola en Finlande,.

## Description

### Construction de l'église
L'église est construite entre 1495 et 1510, d'abord la sacristie en 1495, la nef en 1500 et l'entrée en 1505.
Comme pour toutes les grandes églises finlandaises du Moyen Âge, on croyait qu’elle avait été bâtie par des géants.
En particulier il faut souligner l'importance du couple de géants Hollo et Martta (fi) dont le premier donnera son nom à la paroisse.
Selon l'une des légendes, les géants ont essayé de construire l’église au sommet de la colline Kapatuosia, mais durant la nuit les pierres de fondation ont roulé vers l'endroit actuel de l’église.
Selon une autre légende, un géant aurait enjambé la baie de Pyhäniemi en apportant les pierres sur le lieu de construction,.

### L'église durant sa période catholique
Durant la période catholique l'église possède au moins quatre autels.
L'autel principal dédié à Marie était au pied de la colonne orientale.
Tous les autels comportaient des placards dans lesquels on conservait des statues en bois représentant les saints.
De nos jours, certaines de ces statues sont érigées à différents endroits de l'église.
L'autel de la paroi méridionale était probablement dédié à Saint-Henri.
Au-dessus du chœur on trouvait une mezzanine,.
Les fenêtres étaient petites et la façade septentrionale n'en avait pas par peur des forces du mal.
La seule chaise de l'église était utilisée par le clergé et elle fait maintenant partie des collections du Musée national de Finlande.

### L'église et la réforme
L'église frappée par la foudre, sa charpente est incendiée le 28 juin 1642.
En réparant les dégâts causés par l'incendie on commence aussi à transformer l'église selon les exigences de la réforme protestante.
Dans les années 1650, on construit dans la nef des bancs et une chaire.
A la même époque on agrandit aussi les fenêtres,.
Après la réforme et jusqu'au XIXe siècle, les riches et les nobles sont encore enterrés dans l'église.
Le tombeau le plus remarquable est celui de von Essen situé à proximité de l'autel.
Après l'inhumation de Didrik von Essen (fi), on laissera 17 armoiries qui sont encore à gauche de l'autel,.
Au XVIIIe siècle la nef devient trop petite, c'est pourquoi on construit en 1783 une mezzanine qui sera agrandie en 1798 et détruite par la suite

### Transformations récentes
L'église est rénovée en 1934–1935 selon les plans de Carolus Lindberg.
La dernière rénovation est réalisée en 2005–2006 avec des financements de l'Union européenne et de la région de Finlande méridionale.

### Orgues
L'orgue à 33 jeux est livré par la Fabrique d'orgues Martti Porthan en 1994.
La façade est du style des orgues baroques tardifs de Gottfried Silbermann.

### Le clocher
Le clocher de  style néoclassique  est conçu par Carl Ludwig Engel et bâti de 1829 à 1831.
L'ancien presbytère d'Hollola appartient au même groupe de bâtiments.
La Direction des musées de Finlande a classé le groupe de bâtiments et leur environnement parmi les sites culturels construits d'intérêt national.
Cet ensemble fait aussi partie du paysage précieux à l'échelle nationale de Kastari-Hatsina-Kutajoki.

## Galerie

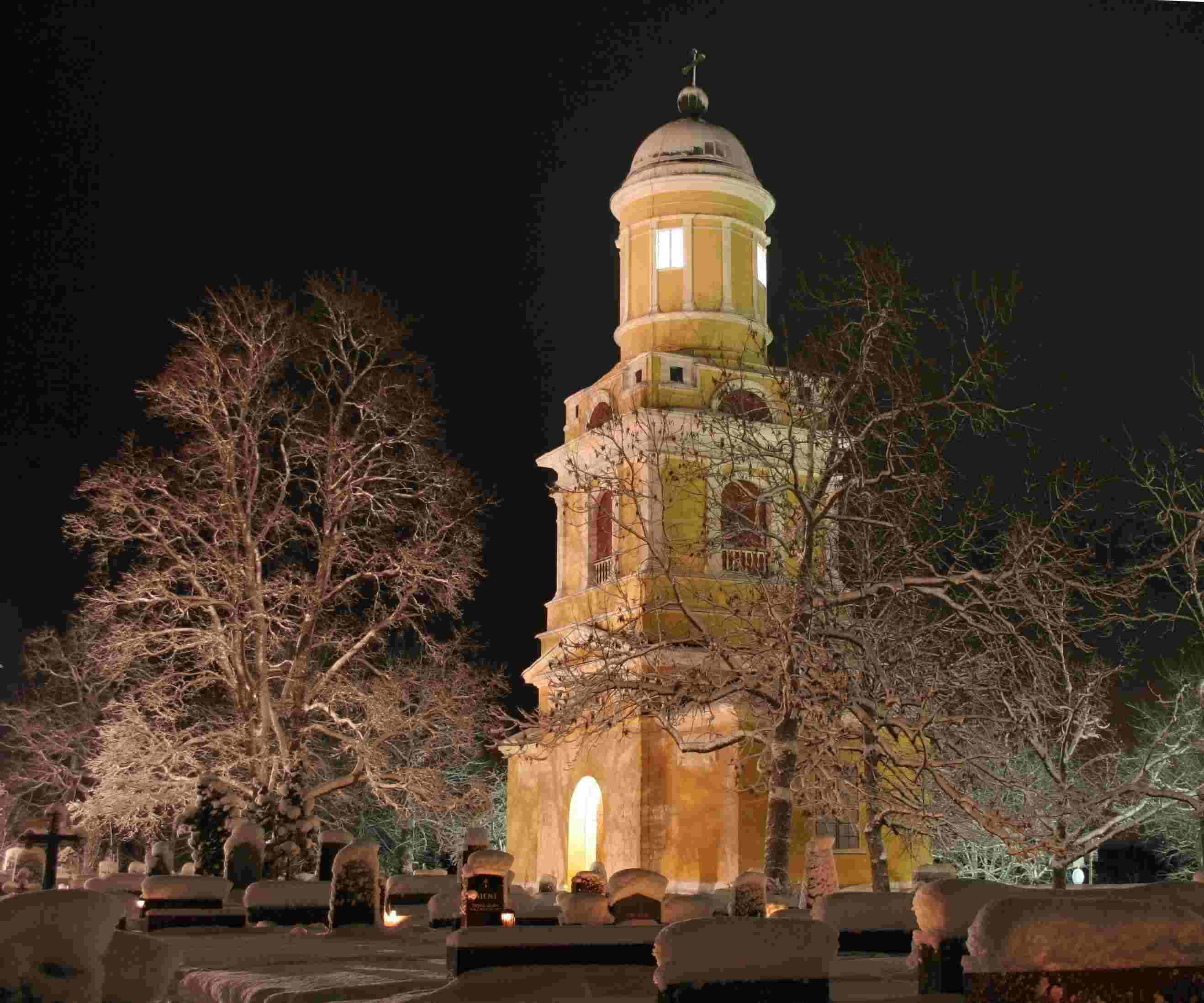
Le clocher une nuit de Noël.
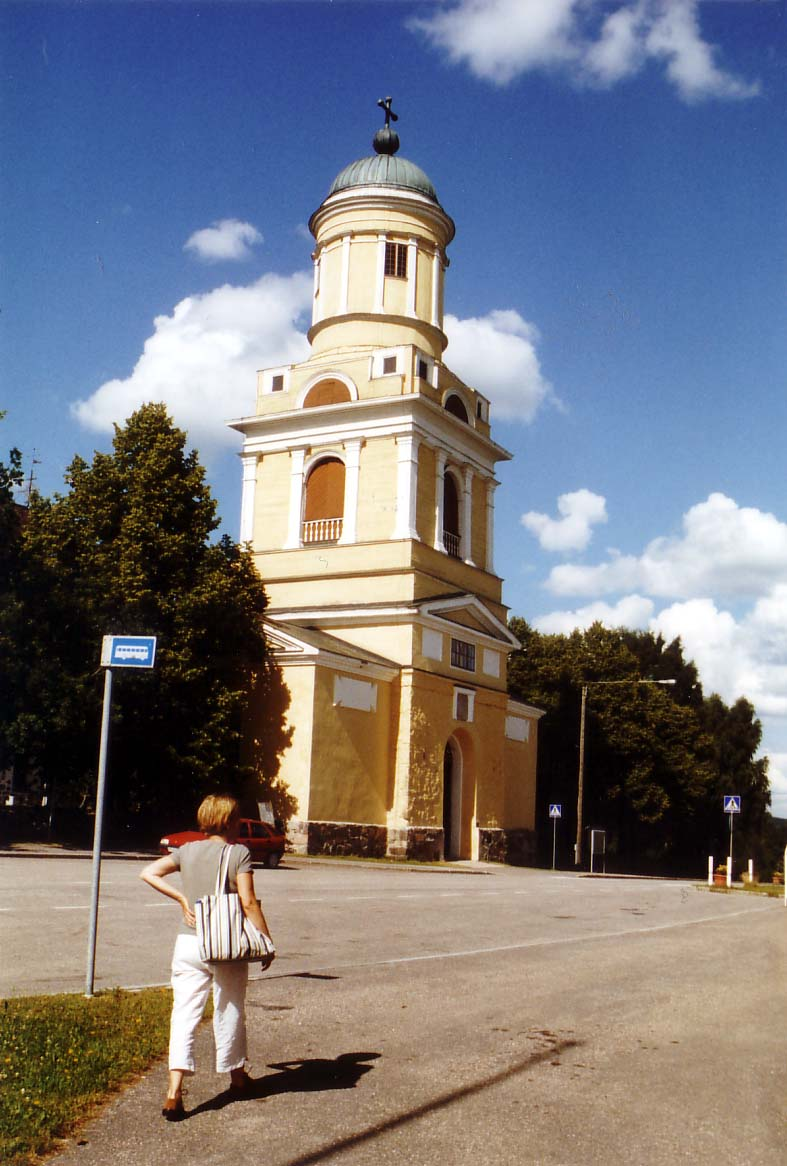
Le clocher.
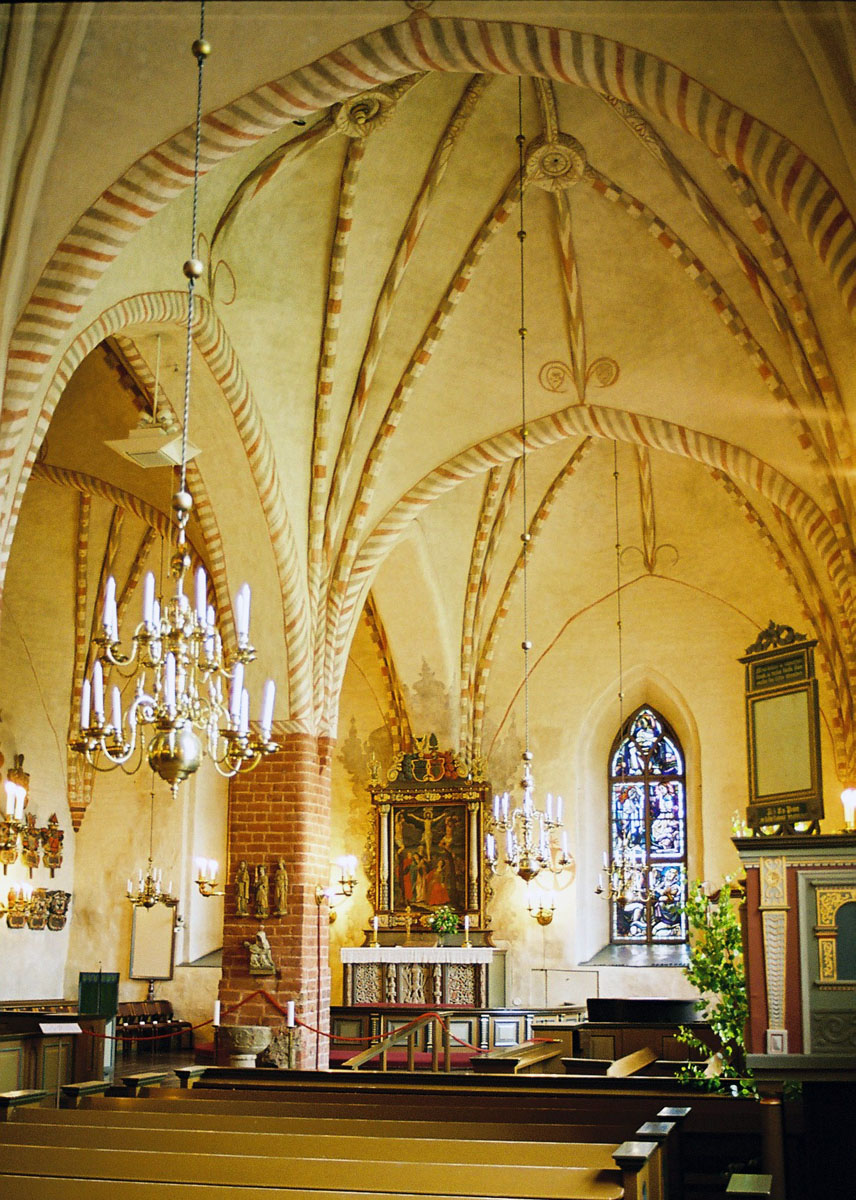
La nef et l'autel.
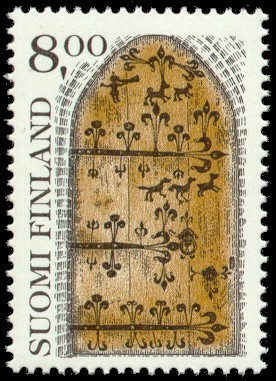
La porte en fer forgé sur un timbre postal de 1983.

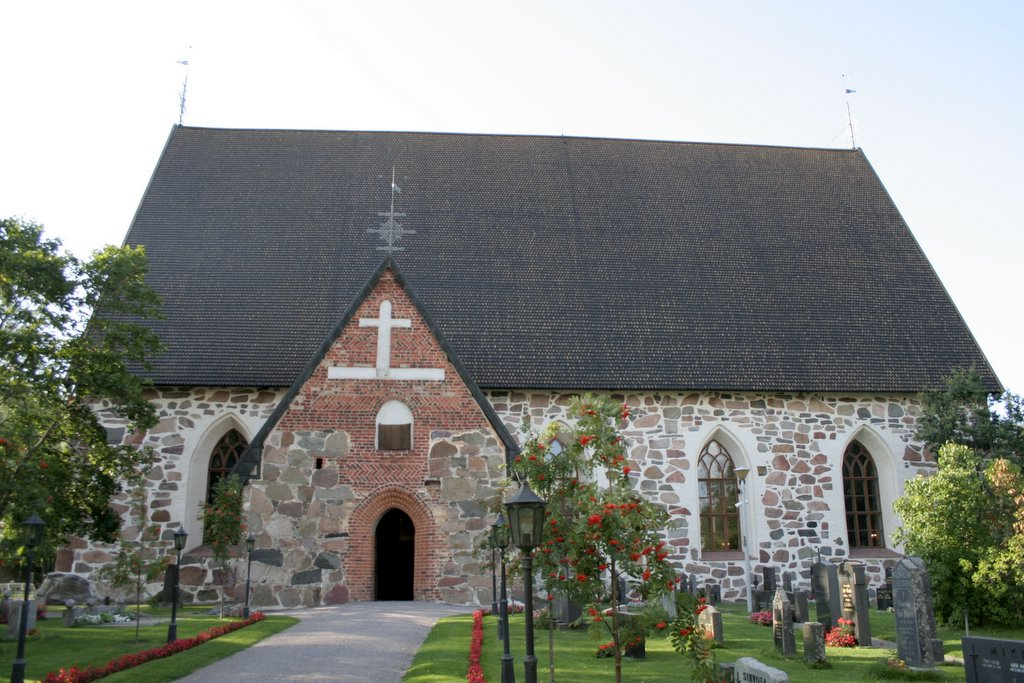
La façade sud.
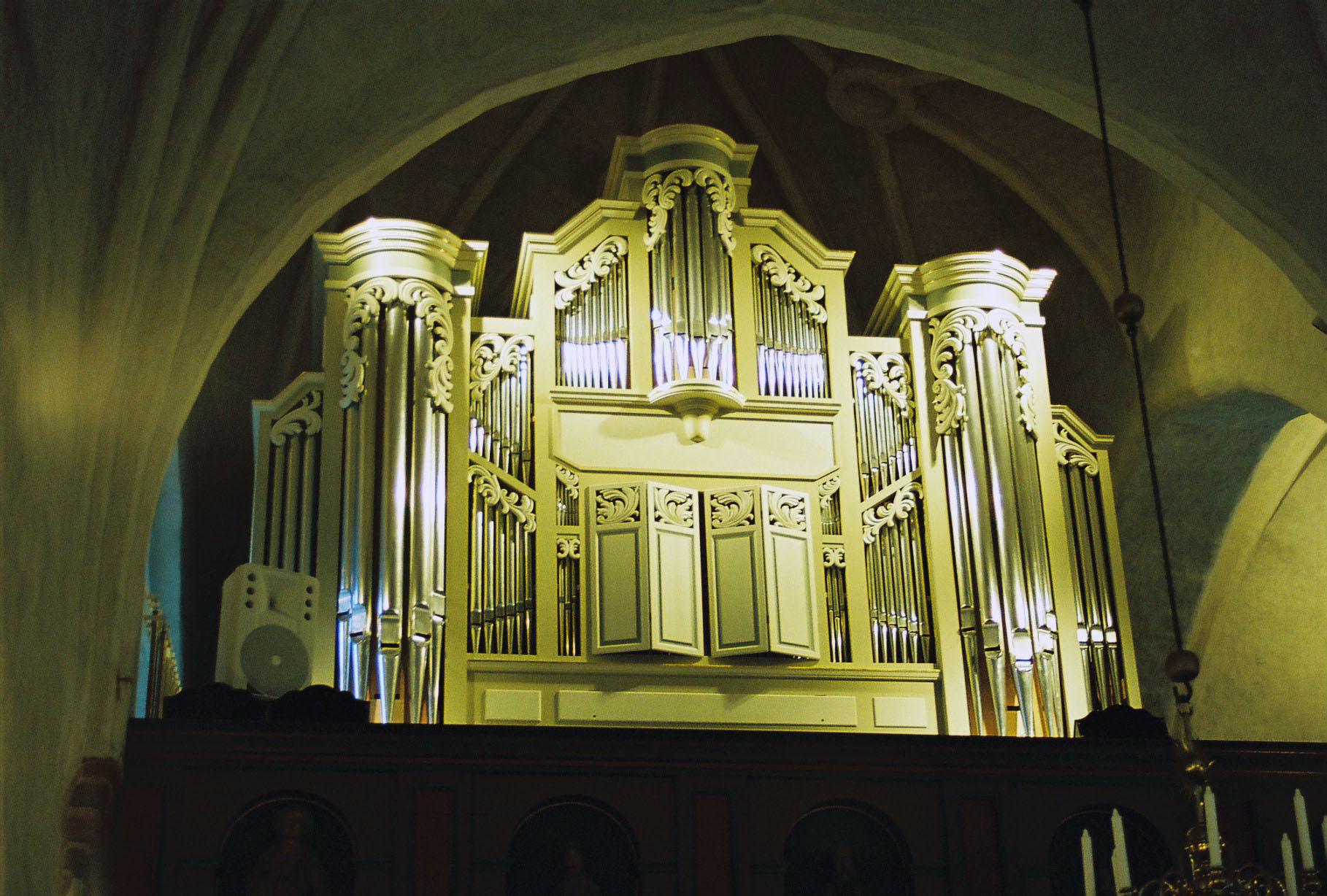
Orgues baroques de 1994.
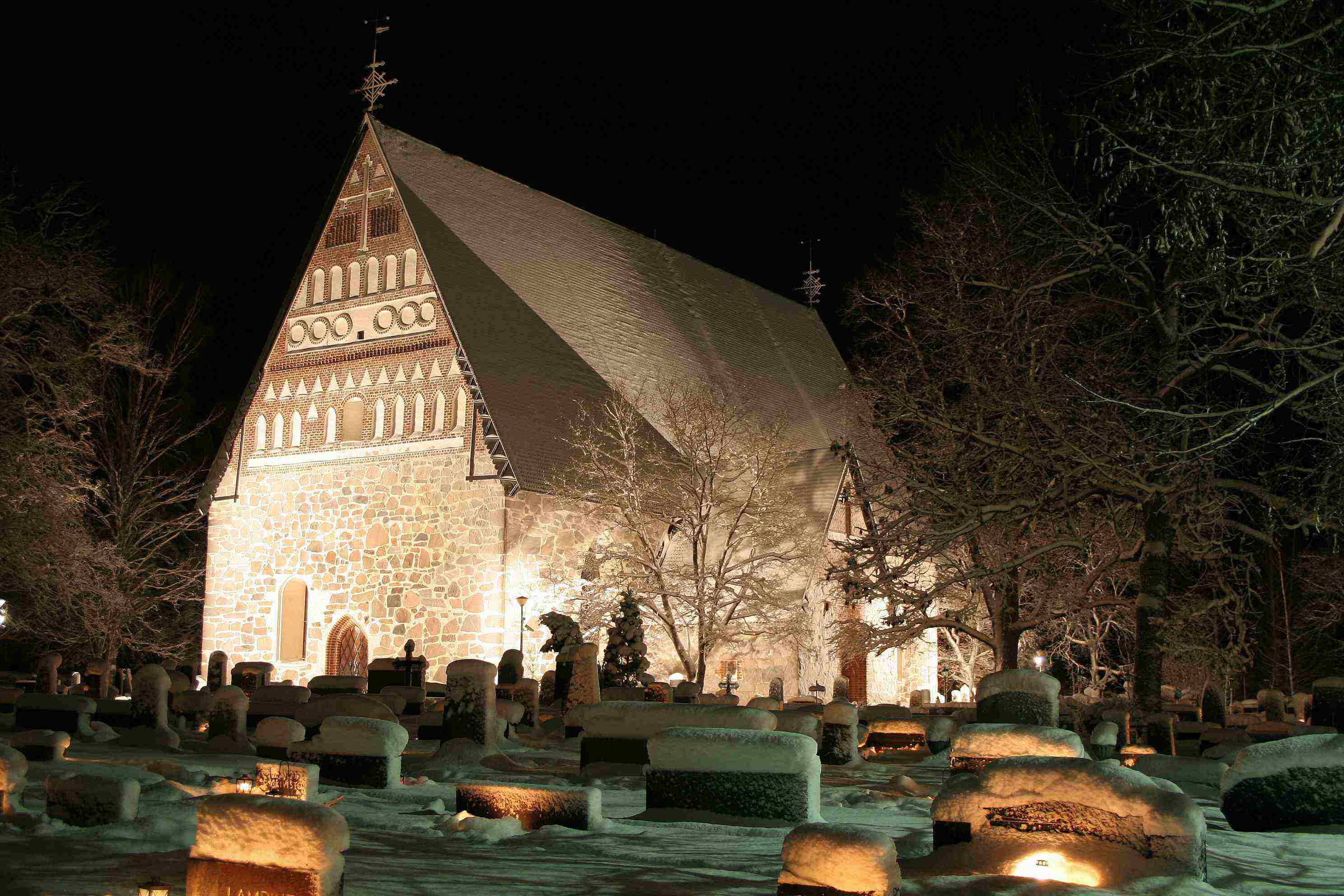

## Biographie
- (fi) Markus Hiekkanen, Suomen keskiajan kivikirkot, Helsinki, Suomalaisen Kirjallisuuden Seura, 2007, 650 p. (ISBN 978-951-746-861-9)
- (fi) Sakari Kuusi, Hollolan pitäjän historia I–II, Kukkila, Salpausselän kirjapaino (aup. WSOY), 1980 (ISBN 951-99285-7-X)